# Rhabdamia nigrimentum
Rhabdamia nigrimentum är en fiskart som först beskrevs av James Leonard Brierley Smith, 1961.  Rhabdamia nigrimentum ingår i släktet Rhabdamia och familjen Apogonidae. Inga underarter finns listade i Catalogue of Life.